# Une vraie famille
Une vraie famille est le dernier épisode de la saison 4 de la série télévisée Angel.

## Synopsis
Contre toute attente, Lilah Morgan propose à Angel et son équipe de reprendre les rênes de la branche Wolfram & Hart de Los Angeles car, en tuant Jasmine, ils ont contribué au rétablissement du chaos. Pendant la nuit, chaque membre de l'équipe est invité séparément à visiter les locaux de Wolfram & Hart et a la surprise de voir les autres. Des employés de Wolfram & Hart font visiter à Fred, Gunn, Wesley et Lorne des sections du bâtiment appropriées à leurs compétences alors que Lilah sert de guide à Angel. Lilah tente de convaincre un Angel très réticent d'accepter le poste et lui remet une amulette qui est destinée à Buffy. Angel finit par accepter quand il voit à la télévision que Connor a pris des gens en otage dans un magasin.
Wesley tente de brûler le contrat liant Lilah à Wolfram & Hart mais un autre exemplaire réapparaît instantanément. Angel arrive dans le magasin où se trouve Connor et découvre que tout le monde, y compris Cordelia toujours dans le coma, est entouré d'explosifs. Angel tente de raisonner Connor mais le jeune homme est totalement déboussolé. Angel le maîtrise alors par la force et lui plante un couteau dans le ventre. De retour à Wolfram & Hart, où toute l'équipe semble prête à accepter, Angel leur annonce qu'il a déjà conclu le marché. Il demande à Lilah à voir Connor et, une fois qu'il est parti, Fred demande aux autres qui est Connor mais personne ne le sait. Angel est conduit jusqu'à une maison où il voit Connor, heureux, dîner avec une famille qu'il pense être la sienne et ayant tout oublié de son véritable passé.

## Statut particulier
Cet épisode sert d'introduction à la saison suivante avec un important changement de cap pour Angel et son équipe. Noel Murray, du site The A.V. Club, estime que cet épisode qui clôt la saison est comme un « excitant nouveau départ » où les scènes les plus réussies sont celles où Angel et son équipe se font faire la visite guidée de Wolfram & Hart, en comparaison desquelles les scènes impliquant Connor paraissent « nécessaires mais ennuyeuses » même si leur conclusion est « satisfaisante ». Pour Mikelangelo Marinaro, du site Critically Touched, qui lui donne la note de B, la majeure partie de l'épisode laisse une impression positive, le travail sur les personnages étant particulièrement remarquable alors que le « retournement de situation avec Wolfram & Hart est follement amusant bien que pas entièrement crédible ». Cependant, la décision finale d'Angel à propos de Connor, et des souvenirs des autres le concernant, est « très difficile à avaler » et assez dommageable pour la série.

## Distribution

### Acteurs crédités au générique
- David Boreanaz : Angel
- Charisma Carpenter : Cordelia Chase
- J. August Richards : Charles Gunn
- Amy Acker : Winifred Burkle
- Vincent Kartheiser : Connor
- Andy Hallett : Lorne
- Alexis Denisof : Wesley Wyndam-Pryce

### Acteurs crédités en début d'épisode
- Stephanie Romanov : Lilah Morgan
- Jim Abele : le père de Connor

### Acteurs crédités en fin d'épisode
- Jonathan M. Woodward : Knox
- Jason Winer : Preston
- Michael Halsey : Sirk
- Merle Dandridge : Lacey